# Vodovod města Košíř
Vodovod města Košíř v Praze zasahuje na dvě katastrální území - Košíře a Zličín; v Košířích v ulici U tenisu nedaleko usedlosti Cibulka, ve Zličíně v Parku Na Prameništi mezi ulicemi Hrozenkovská a Halenkovká pod severním svahem Drahelského vrchu. Od roku 2001 je chráněn jako nemovitá kulturní památka České republiky; v roce 2010 bylo rozhodnuto o rozšíření rozsahu památky.

## Historie
Vodovod města Košíř vznikl roku 1905 podle projektu pražské firmy Karel Kress, která jej i realizovala.
Košíře byly původně napojeny na smíchovskou Ringhofferovu vodárnu u železničního mostu, jejíž voda byla upravovaná říční. Na přelomu 19. a 20. století se smíchovská obec připojila k projektu Káranské vodárny a provoz v této vodárně ukončila v roce 1914; tuto skutečnost v předstihu oznámila připojeným obcím.
Košíře podaly 3. října 1904 C.K. okresnímu hejtmanství na Smíchově ke schválení projekt vypracovaný a později realizovaný firmou Karel Kress, který počítal s jímáním podzemní vody na Zličíně pomocí sběrné štoly na Drahelském vrchu. Odtud měla být voda gravitačně vedena do vodojemu u usedlosti Cibulka, poté k domu č.p. 156 v Košířích a zde se měla napojit na stávající vodovodní rozvod. Byly však obavy z poklesu hladiny podzemní vody (částečně oprávněné).
K realizaci celého díla došlo v roce 1905 (do provozu uveden v říjnu). Košíře s okolními obcemi získaly kvalitní, přirozeně filtrovanou podzemní vodu. Po začlenění Košíř a okolí do Velké Prahy převzal provoz Vodárenský úřad hlavního města a později Pražské vodárny; došlo i k jeho přejmenování na „Zličínský vodovod“.
Košíře tento vodovod přestaly používat v roce 1977. Vodovod však stále vodu dodává do některých částí Zličína, průmyslových podniků i do soukromých sídel.

## Popis

### Zličínská část
Komplex tvoří štola s drenážním účinkem. Podzemní voda je svedena do sběrné studny, odkud je distribuována do vodovodní sítě. Na trase jímací štoly jsou vybudovány tři nadzemní ventilační šachty. Kruhová jímací studna je vyzděna ze spárovaných lícovaných cihel s ozdobnými profilovanými římsami. Dochovaly se původní ocelové dveře s kovanými ozdobnými prvky osazenými v kamenném ostění. Studna má průměr 3,0 metry a je zaklenuta kupolí, v exteriéru kryta zeminou. Drenážní štola má délku 375,0 metrů. Je vedena v hloubce přibližně 4,2 – 5,0 metrů pod povrchem. Je poloelipsovitého průřezu o šířce 1 metr a výšce 1,5 metru. Ventilační šachty jsou postaveny na čtvercovém půdorysu o výšce 2 metry a jsou rovněž vyzděny z lícovaných cihel. V roce 1999 byly kryty kamennými hlavicemi, později ukončeny stříškou s lepenkovou krytinou.

### Košířská část
Vodojem je dvoukomorový se vstupním objektem a druhým zadním vstupem. Neorenesanční fasáda je z režného cihelného zdiva s kamennými architektonickými prvky, na nárožích zdobena plastickou bosáží a zakončena římsou s pásem vlysu a profilovanou korunní římsou. Pravoúhlý vstup je situován v hlavní ose průčelí. Je zvýrazněn profilovanou šambránou, trojúhelným frontonem a nástavcem s letopočtem 1905. Nad portálem pod římsou je umístěna deska se znakem Košíř a ve vlysovém pásu římsy nápis: „VODOJEM MĚSTA KOŠÍŘ“. Na terasu před hlavním průčelím vede schodiště s kamennými pilířky a balustrádou. Vstupní dveře mají dekorativní kovové závěsy. Nižší zadní vstup je z režných cihel, s kamenným ostěním vstupního otvoru a kamennou nárožní bosáží. Vlastní vodojem kryje travnatý povrch. Má několik cihelných větracích komínů. V interiéru jsou dvě souběžné nádrže, zaklenuté valenými segmentovými klenbami. Vstupní část je zaklenuta dvěma příčně položenými půlkruhovými valenými klenbami. Pod vstupní částí je šachta s čistícím, rozváděcím a přepadním potrubím. Obě komory ve vstupní části jsou spojeny dveřmi s kamenným ostěním.

## Galerie

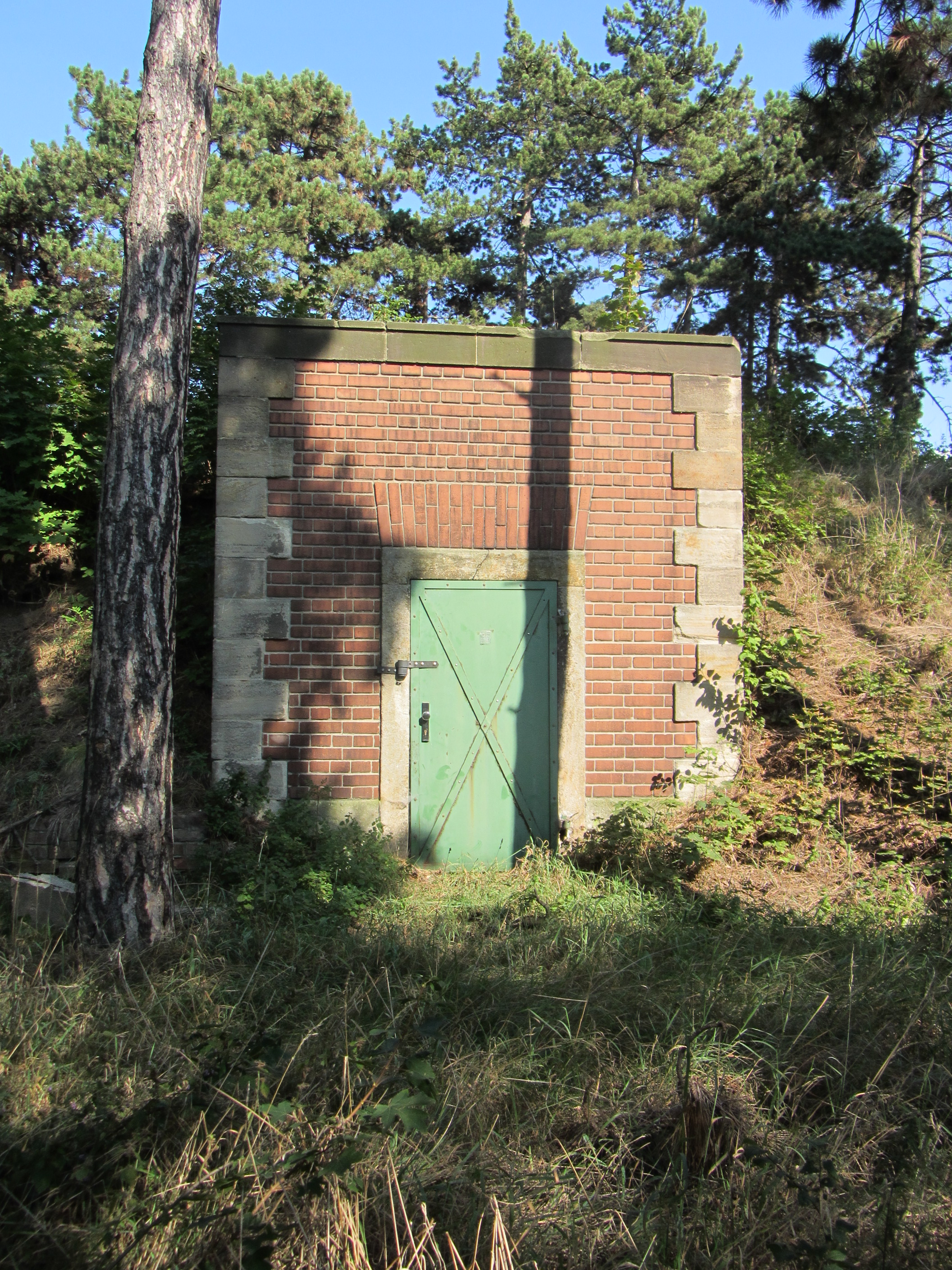
budova vedle vodojemu, Košíře
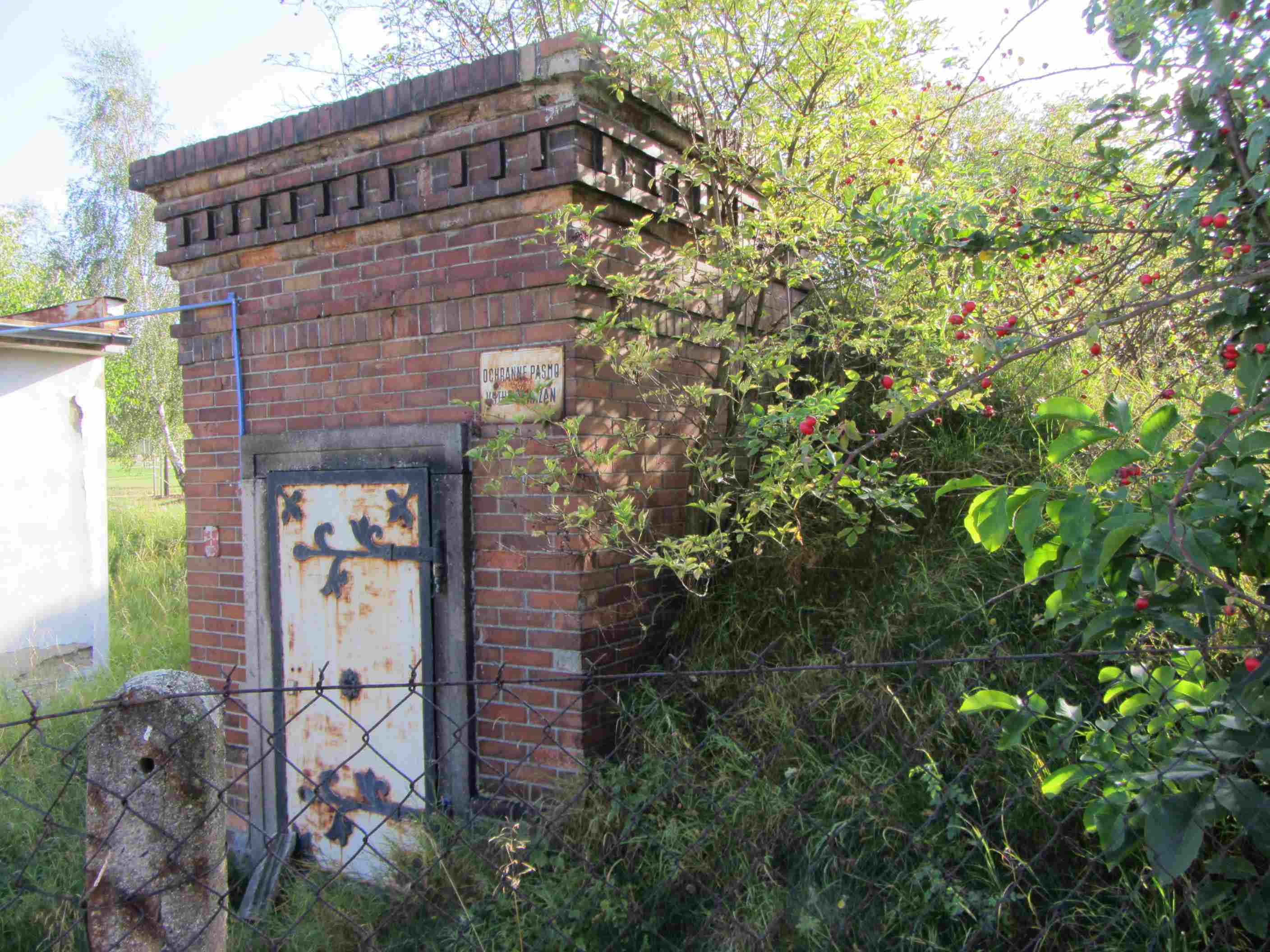
jímací sběrná studna, Zličín
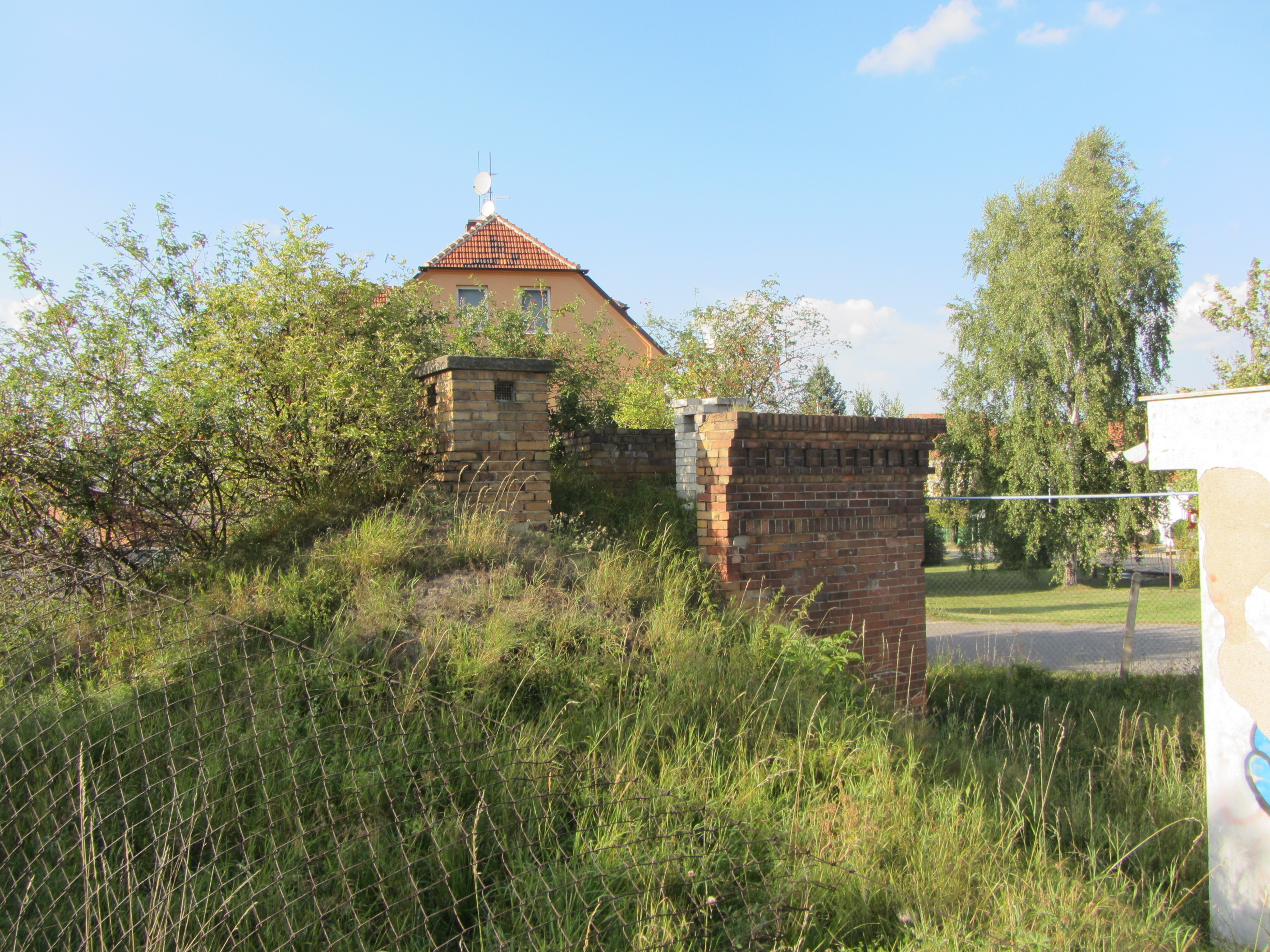
jímací sběrná studna, Zličín, pohled zezadu
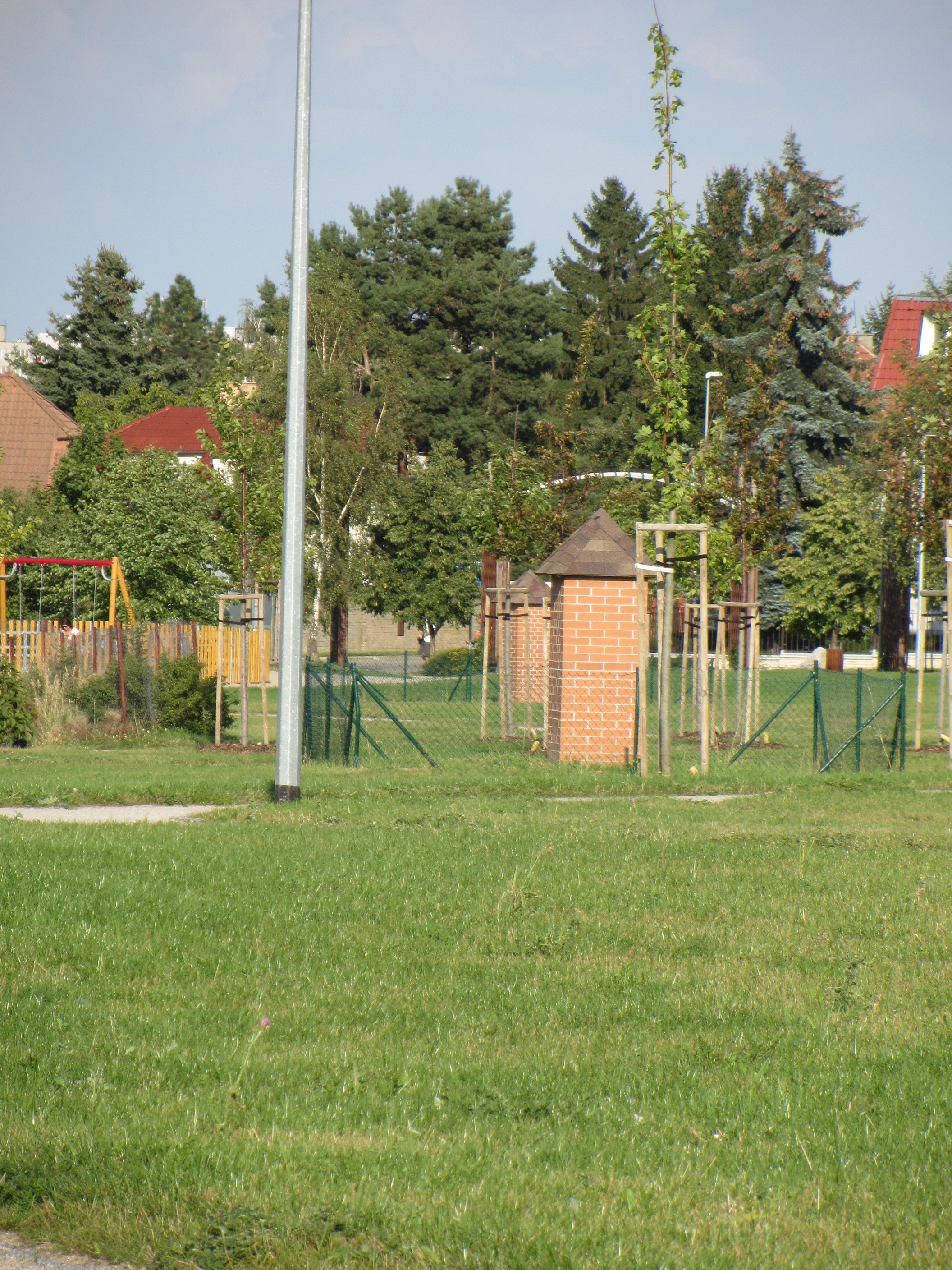
ventilační šachty, Zličín